# Fregaty rakietowe typu Oliver Hazard Perry

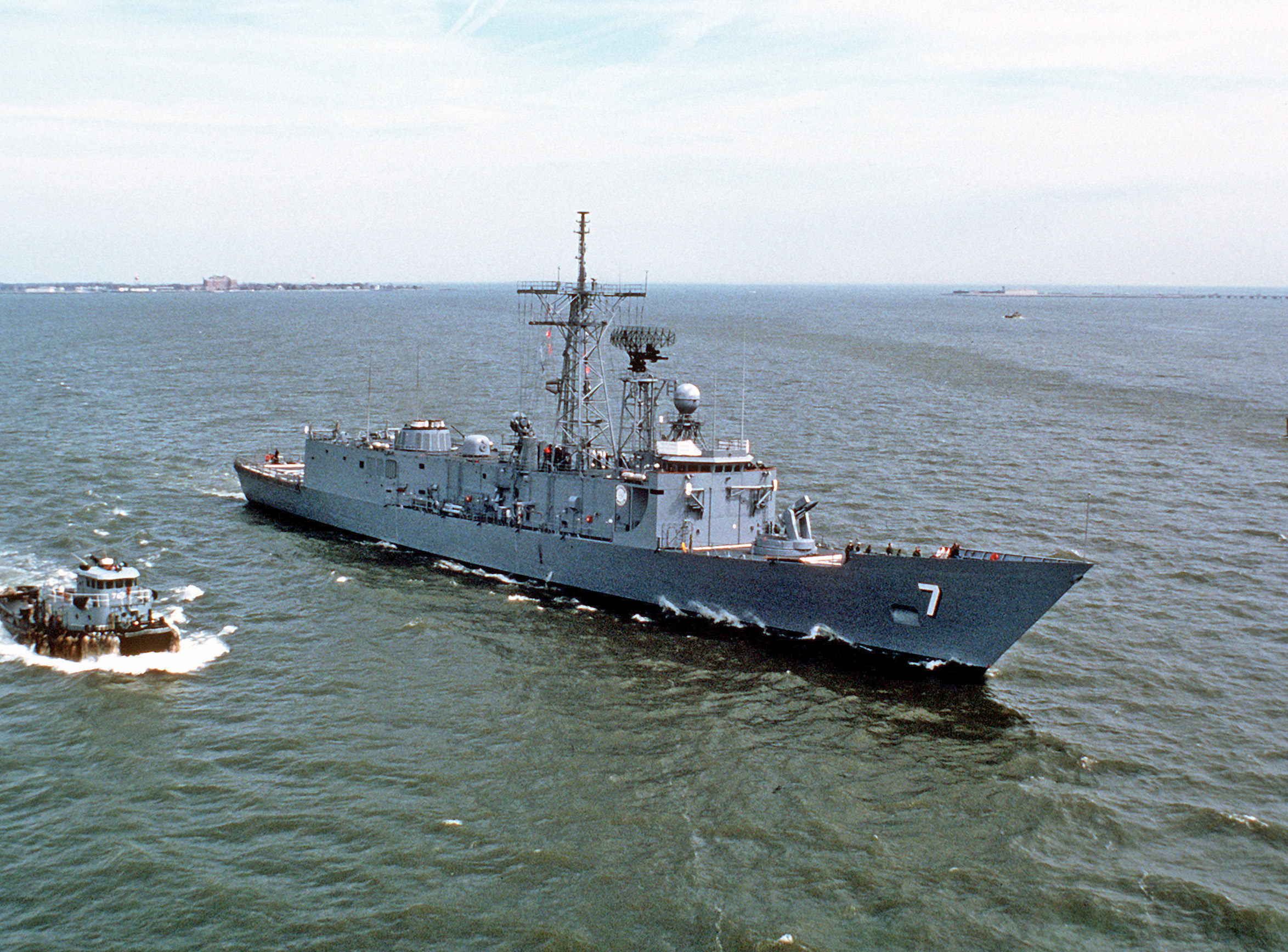
USS „Oliver Hazard Perry” będący pierwszą jednostką z serii oraz reprezentantem wersji krótkokadłubowej

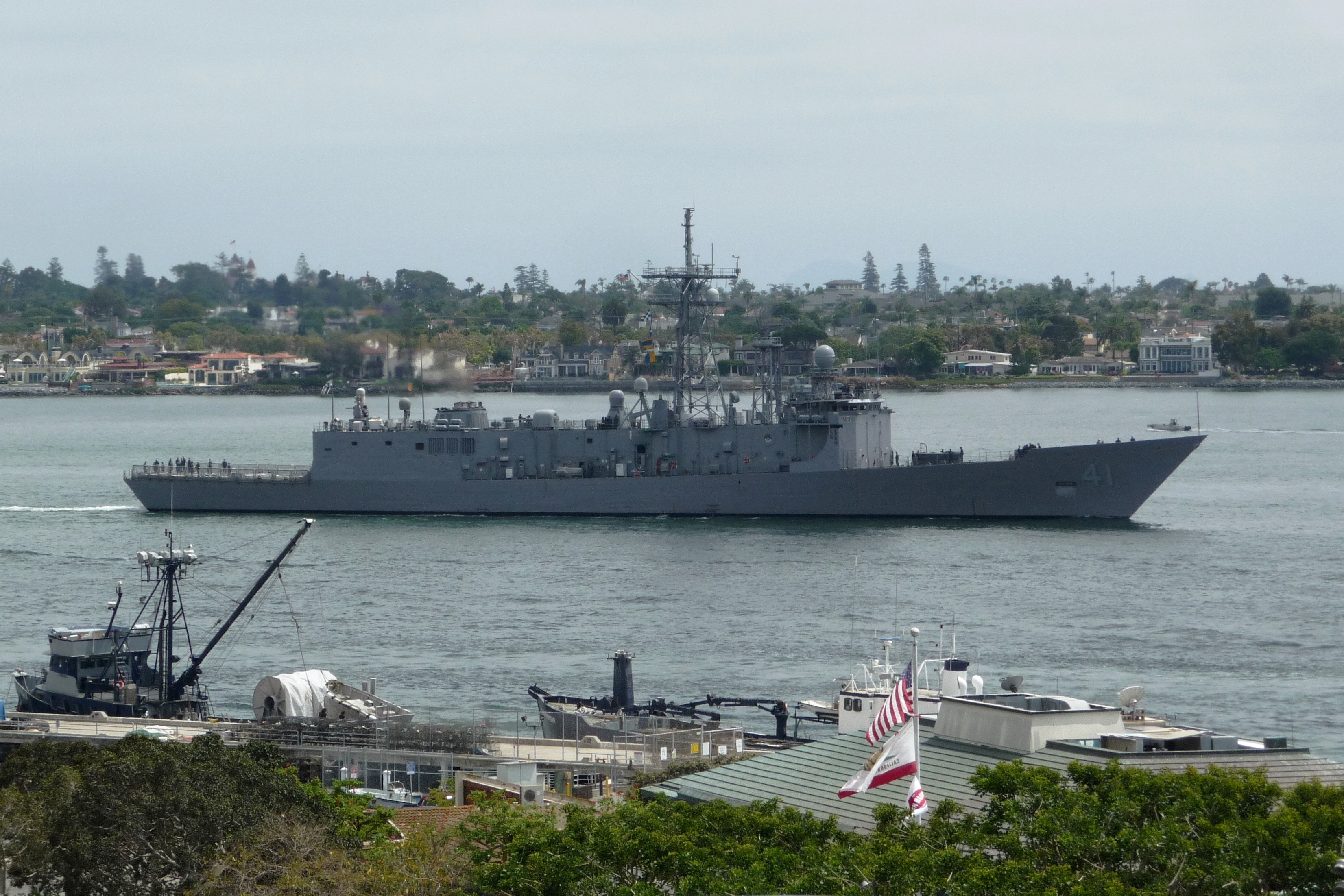
USS „McClusky”, będący wersją długokadłubową, ze zdemontowaną wyrzutnią Mk 13

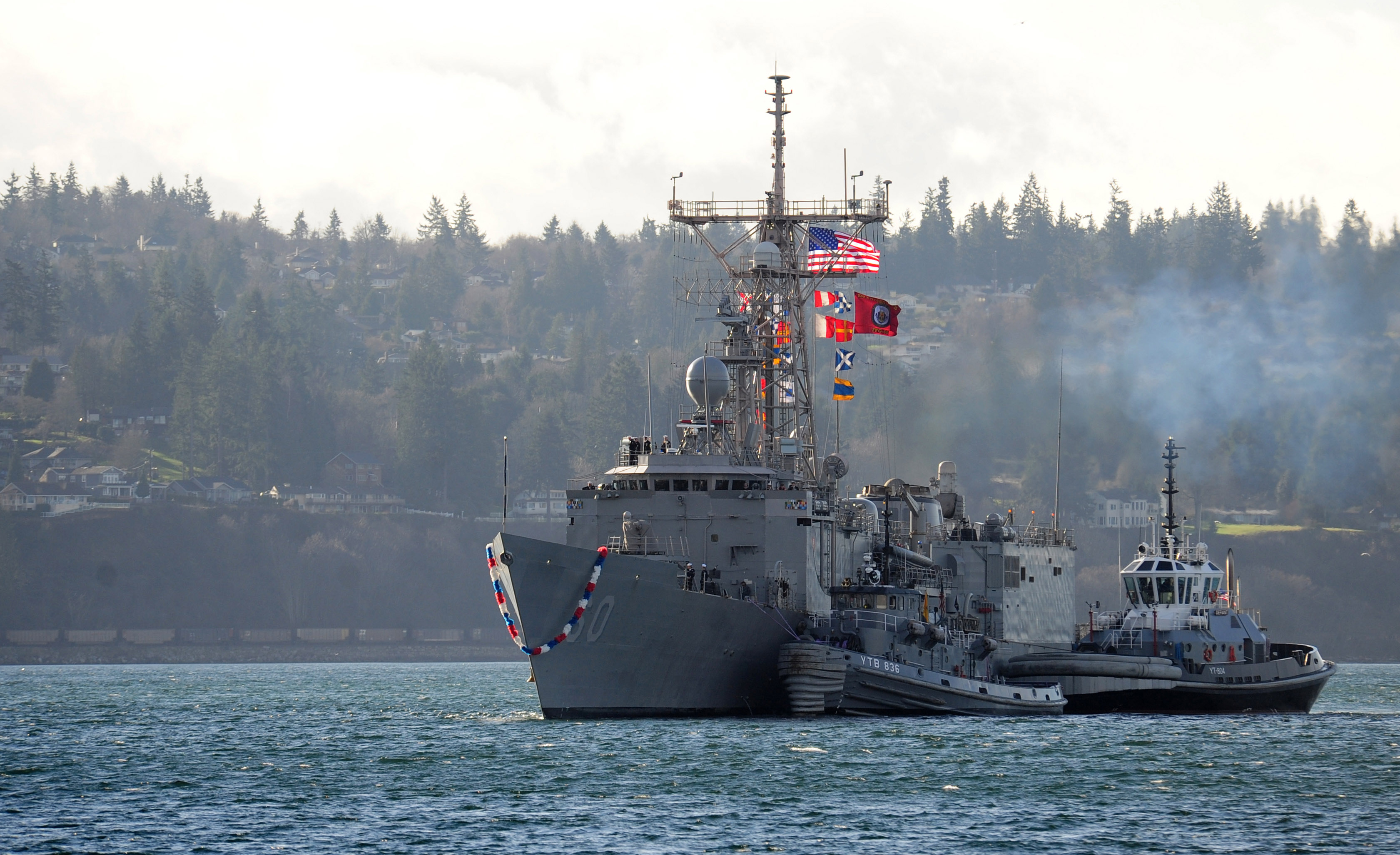
USS „Rodney M. Davis”, będący jedną z fregat, która po zdemontowaniu wyrzutni Mk 13 została uzbrojona w system Mk 38 Naval Gun System, który mieści na dziobie w miejscu dawnej wyrzutni

Oliver Hazard Perry – typ amerykańskich fregat rakietowych, które zaczęły wchodzić na uzbrojenie US Navy w 1977, nazwana na cześć komodora marynarki wojennej Stanów Zjednoczonych Olivera Perry'ego. Okręty tego typu pełnić miały rolę przede wszystkim jednostek zwalczania okrętów podwodnych, z pewnymi ograniczonymi możliwościami w zakresie obrony przeciwlotniczej oraz walki przeciwokrętowej. Okręty typu Oliver Hazard Perry (OHP) stanowiły trzeci najliczniej zbudowany typ okrętów nawodnych po zakończeniu drugiej wojny światowej, spośród wszystkich głównych klas okrętów na świecie. W liczbie wyprodukowanych jednostek wyprzedzają je tylko radzieckie niszczyciele typu Skoryj oraz amerykańskie niszczyciele typu Arleigh Burke.

## Historia rozwoju
W 1970 roku rozpoczęto prace studyjne nad opracowaniem niszczyciela eskortowego, który byłby zdolny do zwalczania okrętów podwodnych i nawodnych oraz celów powietrznych. Okręty te dysponować miały klasycznym układem siłowni oraz klasycznym wyglądem kadłuba. Jednocześnie chciano jak najbardziej ograniczyć koszty programu, jak i konstrukcji tego typu okrętów, dlatego określono je mianem „patrol frigate FFG 7”. Przyjęto założenie, że nowo opracowywane okręty tego typu, które z założenia mają być jednostkami pełniącymi rolę eskortową nie muszą być jednostkami skomplikowanymi, wyposażonymi w uzbrojenie ofensywne, co pozwoliło na redukcję kosztów. Finalnie zdecydowano, że jednostki nowego typu mają posiadać wyporność wynoszącą około 3450 ton oraz kosztować około 45 milionów dolarów za sztukę. W roku 1971 projekt wszedł w fazę koncepcyjną, tym samym 1 lipca 1971 roku podano pierwsze oficjalne dane, dotyczące nowych okrętów do opinii publicznej.
W maju 1971 roku wybrano uzbrojenie nowoprojektowanych fregat. Zdecydowano się uzbroić okręty w pojedynczą, jednoprowadnicową wyrzutnię rakiet Mk 13 oraz holenderski system kierowania ogniem Mk 87. Dążono także do ograniczenia liczby członków załogi, dlatego zdecydowano się zautomatyzować dużą część urządzeń pokładowych.
Projektowanie szczegółowe rozpoczęto w 1973 roku w biurze projektowym Gibbs & Cox. w tym samym roku wybrano stocznię Bath Iron Works jako stocznię wiodącą. Rozpatrywano wiele koncepcji uzbrojenia fregat, finalnie zdecydowano się jednak aby okręty typu Oliver Hazard Perry uzbroić w rakiety przeciwlotnicze jak niszczyciele tj. rakiety z rodziny RIM-66 Standard. Podjęto decyzję o tym, że na pokładach okrętów bazować mają dwa pokładowe śmigłowce ZOP. Dzięki tej decyzji zrezygnowano z wyposażenia fregat w duże i drogie sonary, na korzyść mniejszych, tańszych i nowocześniejszych sonarów podkilowych produkcji firmy Raytheon – SQS-56. Decyzja o zastosowaniu nowych sonarów i o bazowaniu śmigłowców na pokładzie okrętów wymusiła zmiany konstrukcyjne dziobu jak i przesunięcia hangarów lotniczych w stronę rufy, dodatkowo hangary uległy powiększeniu. Bardzo dużą wagę położono na ograniczenie szumów generowanych przez mechanizmy okrętowe, co pozwala nie tylko na działania w taki sposób aby okręt nie został wykryty przez stacje hydrolokacyjne przeciwnika ale pozwala to na dokładniejsze działanie systemów hydrolokacyjnych posiadanych przez jednostkę, gdyż nie są one zakłócane przez szumy generowane przez okręt.
Pierwotnie zakładano wyposażenie okrętów OHP radar trójwspółrzędny SPS-52, jednak generowało to wysokie koszty, dlatego zdecydowano się zamontować dwuwspółrzędny radar obserwacji przestrzeni powietrznej AN/SPS-49. Także w ramach oszczędności zdecydowano się aby ograniczyć ilość komputerów w centrum bojowym okrętu oraz nie zamontowano automatycznej linii transmisji danych (NTDS), jednak pozostawiono zapas miejsca i możliwość montażu powyższego systemu w przyszłości. Zdecydowano się na wykorzystanie przy budowie tak zwanej konstrukcji „pudełkowej”, czyli okręty budowane były z sekcji o różnej masie, po czym sekcje te łączono w całość. Dodatkowo zastosowano prosty kształt dużej nadbudówki aby uprościć proces budowy.
Budowę jednostek rozłożono na długą serię, gdzie planowany czas pomiędzy budową pierwszej i ostatniej jednostki wynosił prawie 10 lat. W związku z tym zadecydowano przy projektowaniu pozostawić zapas miejsca na ewentualne przyszłe modernizacje oraz przezbrojenia.
W projekcie założono również, że okręty będą wykorzystywać wielozadaniowy lotniczy system LAMPS Mk 1 dla śmigłowców Kaman SH-2D oraz SH-2F Seasprite. W połowie lat 80. XX wieku w służbie pojawiły się większe maszyny Sikorsky SH-60B Seahawk, które wyposażono w system LAMPS Mk 3. Większe rozmiary systemu LAMPS Mk 3 oraz wynikająca z jego zastosowania zmiana procedury podejścia do lądowania śmigłowców, przyczyniły się do przebudowy tylnej części kadłuba jednostek a dokładniej pokładu lotniczego. Z powodów bezpieczeństwa zdecydowano, że śmigłowce będą podchodzić do lądowania prostopadle do rufy okrętów, a nie jak było to wcześniej pod kątem do osi wzdłużnej. Z tego też względu usunięto wyposażenie znajdujące się na pokładzie za lądowiskiem. W efekcie zdecydowano się na pochylenie pawęży pod kątem 45 stopni i obniżenie pokładu za lądowiskiem, co pozwoliło zachować zainstalowane tam elementy. Wprowadzona zmiana zaowocowała tym, że długość fregat zwiększyła się o 2,4 metra, natomiast na linii wodnej pozostała niezmienna. Nowo budowane okręty z serii począwszy od USS „Underwood” (FFG-36) do ostatniej jednostki czyli USS „Rodney M. Davis” (FFG-60) dostosowano do wariantu długokadłubowego. Wszystkie okręty budowane poza USA na licencji posiadały już kadłub wydłużony (zamiast bazowych 135 metrów ich długość wzrosła do 138 metrów), jednak tureckie fregaty przemianowane na typ G zostały po modernizacji wyposażone w kanadyjski system ASIST, który umożliwia operowanie z ich krótkich pokładów lotniczych śmigłowców SH-60. W czasie realizowania programu, część nowo budowanych fregat typu Oliver Hazard Perry została poddawana innym modyfikacjom i usprawnieniom, na przykład we fregacie USS „Robert E. Beadley” (FFG-49) oraz kilku innych jednostkach zamontowano kewlarowe opancerzenie o grubości 19 mm w miejscach ważnych dla żywotności okrętu czy też opancerzono pomieszczenia magazynowe oraz maszynowe.
W 1973 roku szacowany koszt programu budowy 50 fregat wynosił 3,2 miliarda dolarów, a średni koszt jednej jednostki zamykał się w kwocie 63,8 miliona dolarów.
Stępkę pod okręt prototypowy typu Oliver Hazard Perry – USS „Oliver Hazard Perry” (FFG-7), położono 12 czerwca 1975 w stoczni Bath Iron Works. Wodowanie tego okrętu nastąpiło 25 września 1976, a wejście do służby 17 grudnia 1977. Zmodernizowane okręty tego typu były produkowane na podstawie licencji w Australii, Hiszpanii i Tajwanie.
We wrześniu 1978 roku Departament Obrony Stanów Zjednoczonych wyliczył, że budowa 52 okrętów typu Oliver Hazard Perry będzie kosztować budżet 10,1 miliarda dolarów, przy średnim koszcie jednej fregaty rzędu 194 milionów dolarów. Wzrost kosztów spowodowany był tym, że w pierwotnych wyliczeniach nie uwzględniono dodatkowych elementów wyposażenia, takich jak hydrolokator holowany i płetwowe stabilizatory przechyłowe. Ponadto zdecydowanie wyższe okazały się koszty stoczniowe. Zakładano, że zbudowanych zostanie 75 jednostek z serii Oliver Hazard Perry, ostatecznie jednak zredukowano ich liczbę do 51 okrętów.
W roku 2003 okręty poddano programowi modernizacji. Obejmował on konserwację kadłuba oraz usprawnienie wyposażenia mechanicznego i elektrycznego. Zdecydowano się także na usunięcie dziobowej wyrzutni pocisków przeciwlotniczych, co w zamierzeniu miało zredukować koszty eksploatacji fregat, jednak znacznie obniżyło ich wartość bojową. Choć wyrzutnia została usunięta, to jej magazyn amunicyjny pozostał na zamontowany w celu uniknięcia zmian w balaście. Zabieg ten pozostawił jednostki bez wyposażenia rakietowego, jednak klasyfikacja fregat OHP nie uległa zmianie. United States Navy argumentowała decyzję o likwidacji wyrzutni tym, że pociski RIM-66 Standard MR były już konstrukcją przestarzałą i nieefektywną w zwalczaniu szybkich i nisko lecących pocisków manewrujących. Utrata uzbrojenia rakietowego zrekompensowana została przez zainstalowanie ulepszonego zestawu obrony bezpośredniej i wyrzutni celów pozornych. Program rozpoczął się w maju 2003 roku, a pierwszym okrętem, który poddany został modernizacji był USS „Kauffman” (FFG 59). Modernizacji poddano tylko jednostki przebudowane poprzez wydłużenie kadłuba. Fregaty z krótszym kadłubami zostały w większości wycofane do roku 2003 i przekazane bądź też sprzedane do państw sojuszniczych.
29 września 2015 roku, US Navy zakończyła eksploatację ostatniej fregaty rakietowej typu Oliver Hazard Perry – USS „Simpson” (FFG-56). Okręt ten pełnił służbę w latach 1985-2015 i odznaczył się na kartach historii zatopieniem irańskiego kutra rakietowego IRIS „Joshan” w roku 1988, będąc tym samym ostatnim okrętem w US Navy, który zatopił nieprzyjacielską jednostkę pływającą. Tym samym fregaty tego typu zostały w eksploatacji tylko u użytkowników eksportowych. W latach 1977–2015 Marynarka Wojenna Stanów Zjednoczonych operowała łącznie 51 jednostkami typu Oliver Hazard Perry.
W 2017 roku marynarka USA rozważała przywrócenie do służby siedmiu fregat tego typu, lecz zamiar ten został zarzucony z uwagi na wysokie koszty doprowadzenia ich do współczesnych standardów wyposażenia i uzbrojenia (oceniany na 423 miliony dolarów za okręt).
Zaletą okrętów okazała się duża odporność na uszkodzenia bojowe. Fregata „Stark” (FFG-31) została w 1987 roku omyłkowo trafiona dwoma pociskami przeciwokrętowymi Exocet przez irański samolot, lecz nie zatonęła, a po ugaszeniu pożaru dotarła do bazy. Fregata „Samuel B. Roberts” (FFG-58) w następnym roku została uszkodzona na minie, lecz również nie zatonęła. Fregata „Thach” (FFG-43) po wycofaniu ze służby posłużyła w 2013 roku jako okręt-cel, znosząc kilka trafień rakietami, bombami i dwoma torpedami, zanim zatonęła. Mimo braku modułowej budowy, cechuje je także łatwość napraw i wymiany podzespołów, wynikająca z przemyślanej pod względem technicznym konstrukcji i doświadczenia US Navy w budownictwie okretowym.

## Opis techniczny

### Opis ogólny
Kadłub okrętów ma długość 125,9 metra na linii wodnej. Długość całkowita wynosi 135,6 metra. Fregaty o dłuższym pokładzie lotniczym mają wydłużony kadłub o długości 138 metrów, zachowując jednak przy tym taką samą długość na linii wodnej. Dodatkowo fregaty w wersji z dłuższym kadłubem mają pochyloną pawęż pod kątem 45 stopni oraz obniżony pokład za lądowiskiem. Największa szerokość sięga 13,7 metra, zanurzenie samego kadłuba wynosi 5,8 metra, zaś wliczając opływnik sonaru, zanurzenie wynosi 7,5 m. Wyporność standardowa wynosi 3450 ton, zaś wyporność pełna wynosi 3950 ton.

### Siłownia okrętowa
Okręty napędzane są przez siłownię wyposażoną w dwie turbiny gazowe General Electric LM2500, które generują łączną moc wynoszącą 40 000 KM (dokładnie 2 x 19700 KM). Obroty redukowane są przez przekładnię, następnie przekazywane są na jeden wał napędowy, który z kolei napędza pięciołopatową, nastawną śrubę napędową. Tak skonfigurowana siłownia zapewnia okrętom typu osiągnięcie prędkości wynoszącej 29 węzłów, jednak na próbach morskich okręty tego typu osiągały prędkość wynoszącą 30,2 węzła. Śruba ma wysoką sprawność i pozostawia niewielki ślad akustyczny i hydrodynamiczny. Zastosowanie pojedynczej śruby utrudnia jednak precyzyjne manewrowanie.
Fregaty te są także wyposażone w system napędu pomocniczego w postaci dwóch wysuwanych elektrycznych pędników ABB o mocy łącznej 720 KM. Napęd pomocniczy używany jest do wykonywania precyzyjnych manewrów, dodatkowo zdolny jest też do zapewnienia jednostkom tej klasy, możliwości powrotu do portu z prędkością 5 węzłów, w razie awarii napędu głównego. System napędowo-energetyczny uzupełniany jest przez cztery generatory elektryczne Diesla o mocy 1000 kW każdy.
Jednostki typu Oliver Hazard Perry mogą zabrać łącznie 587 ton paliwa.

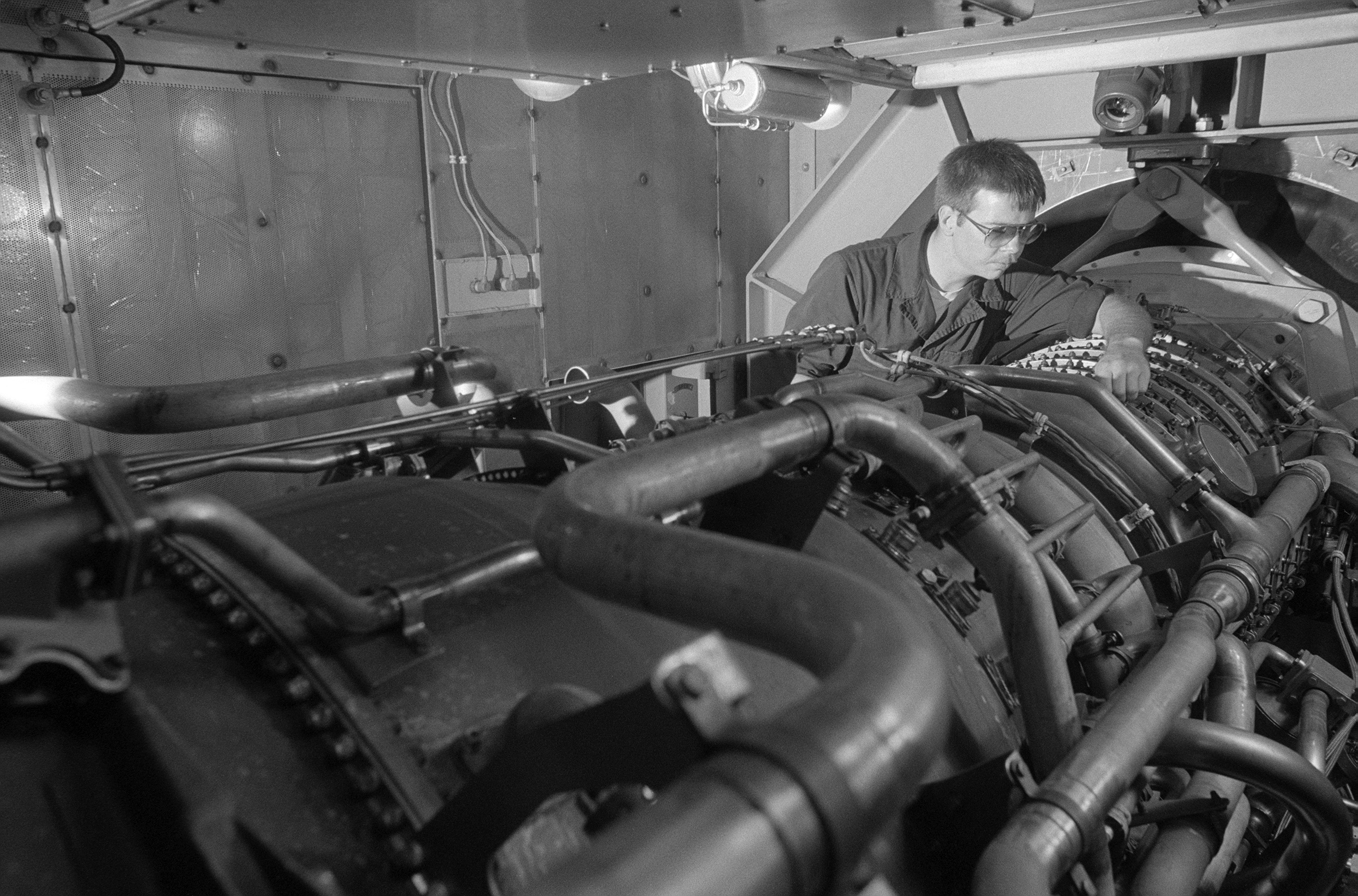
Jedna z dwóch turbin gazowych napędzająca fregaty OHP
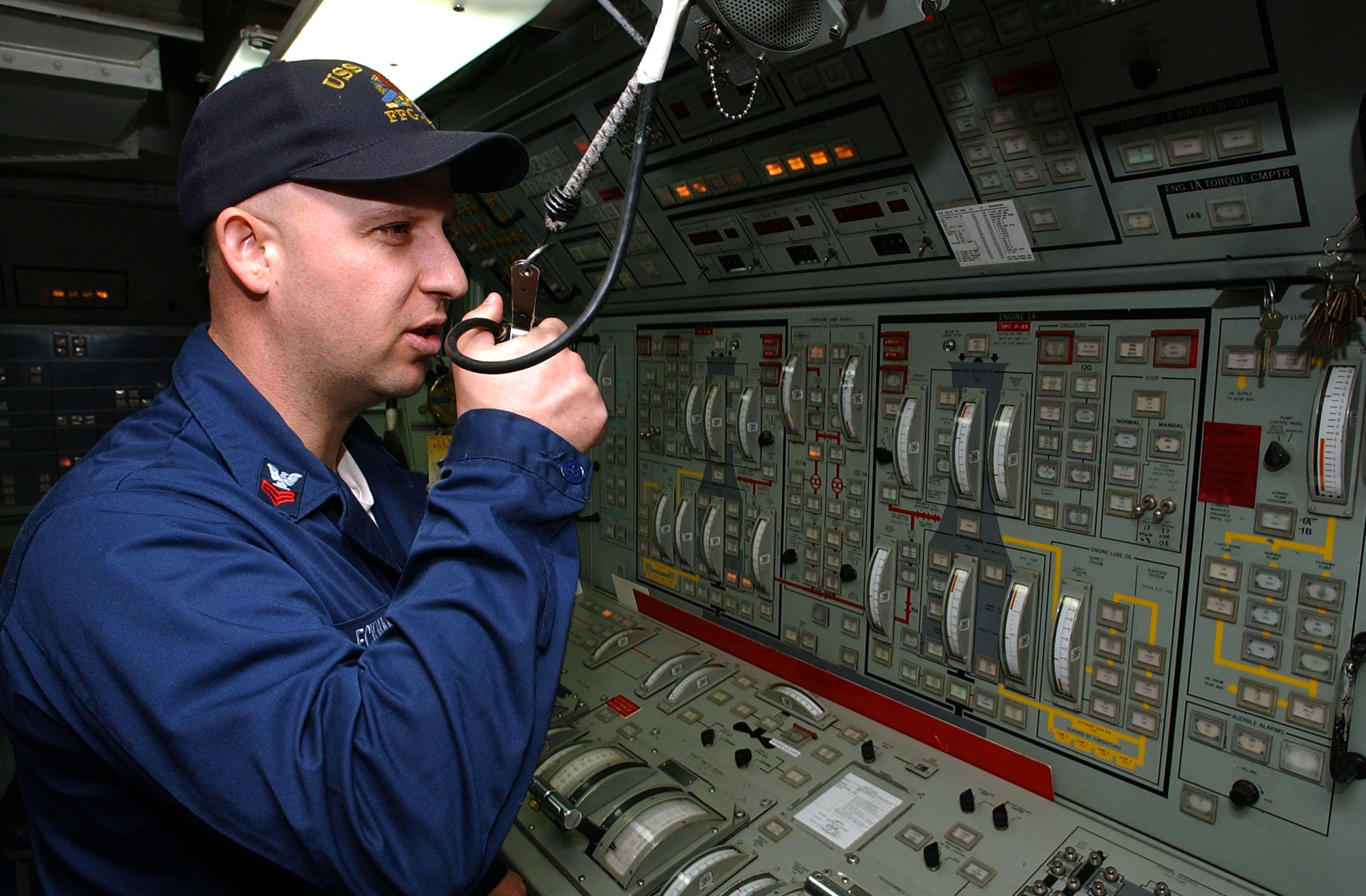
Główny panel sterowania pracą turbin gazowych
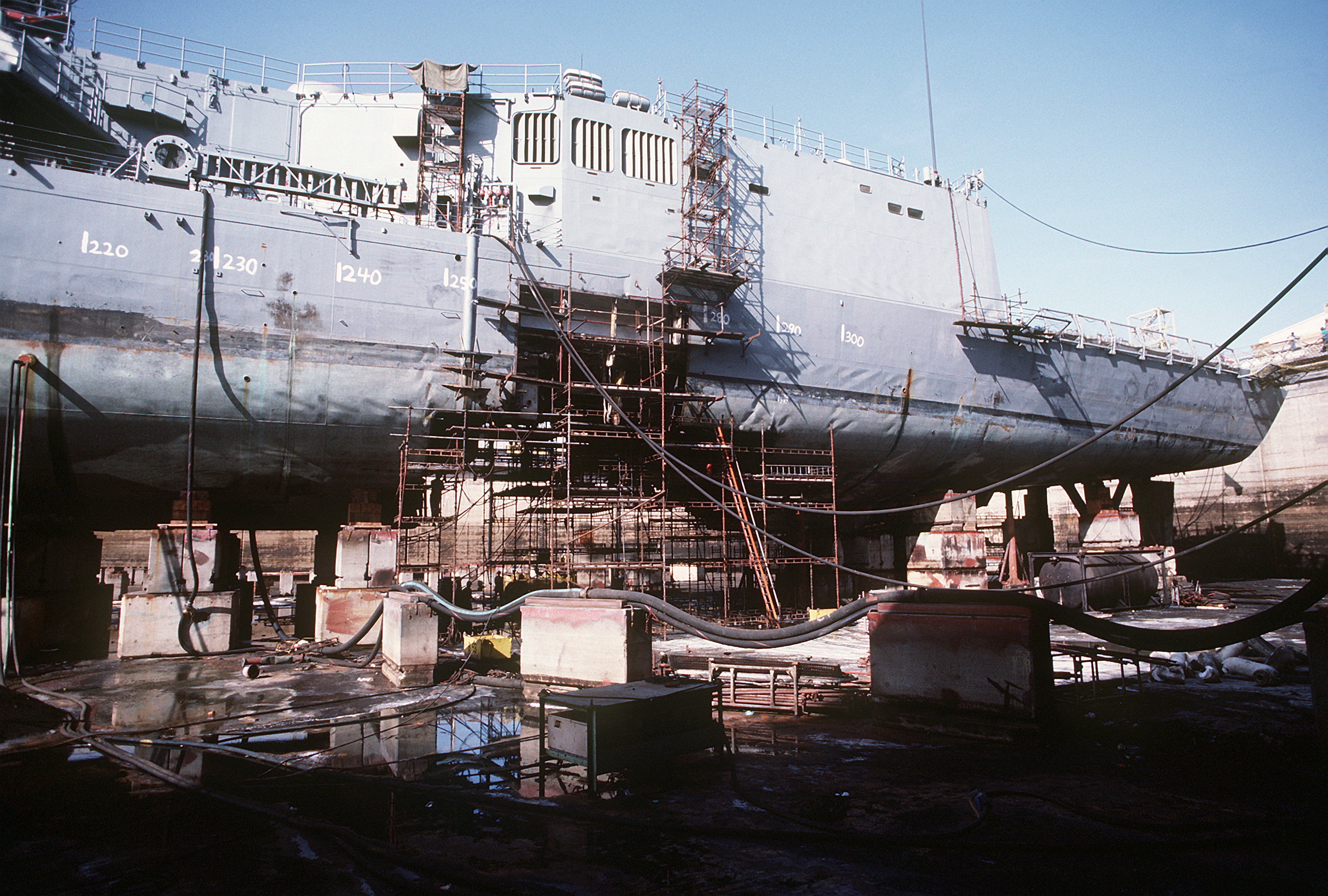
Płetwy sterowe oraz wał napędowy do napędzania śruby napędowej fregat OHP. Na zdjęciu widoczny jest USS „Samuel B. Roberts” (FFG-58) w czasie naprawy, po wpłynięciu na minę morską
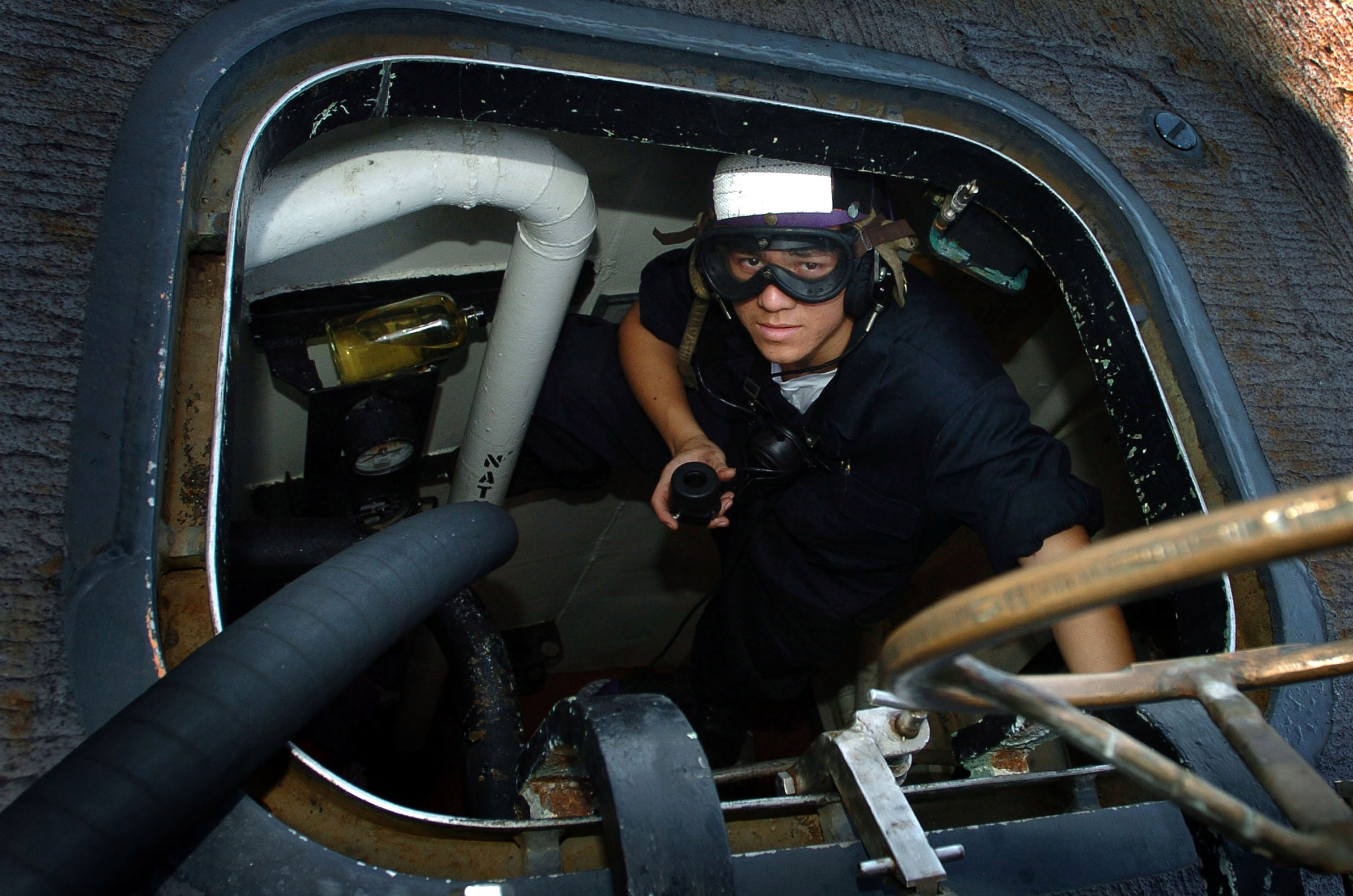
Wnętrze stacji przeznaczonej do monitorowania jakości paliwa do turbin gazowych

### Wyposażenie
Okręty te wyposażone są w cyfrowy, dwuwspółrzędny radar obserwacji przestrzeni powietrznej dalekiego zasięgu AN/SPS-49, który posiada zasięg wynoszący około 480 kilometrów oraz radar obserwacji powierzchni wodnej (dozoru nawodnego) AN/SPS-55. Jednostki te wyposażone zostały także w umieszczony w kilu i dziobie sonar SQS-56, z uwagi jednak na stosunkowo ograniczone możliwości tego modelu sonaru, w zakresie wykrywania okrętów podwodnych, fregaty zmuszone są polegać w głównej mierze na znacznie bardziej efektywnym, pasywnym sonarze holowanym SQR-19 TACTAS. Dane z sonarów przetwarzane są przez system walki podwodnej AN/SQQ-89 ASW Integration System.
W celu zwiększenia przeżywalności okrętu w walce, zdecydowano się wyposażyć okręty w system przeciwdziałania AN/SLQ-32, który przeznaczony jest do walki elektronicznej. Dodatkowo wyposażono je w system zakłócania Mk 36 SR-BOC, który współpracuje z czterema wyrzutniami celów pozornych Mk 137 Mod 1 oraz holowaną pułapkę przeciwtorpedową SLQ-25 Nixie. Wyposażono je ponadto w system wyciszania i maskowania akustycznego ruchu okrętów Prairie-Masker.
Jednostki wyposażone są w system kierowania ogniem Mk 92 Fire Control System Mod 4, który współdziała z systemem Mk 53 CAS (ang. Combined Antenna System) oraz radarem kierowania ogniem Mk 54 STIR (ang. Separate Track Illuminating Radar). W wypadku awarii systemu Mk 92 bądź też zakłóceń jego pracy, możliwe jest dalsze prowadzenia ognia, za pośrednictwem dwóch kolumienek celowniczych Mk 24.

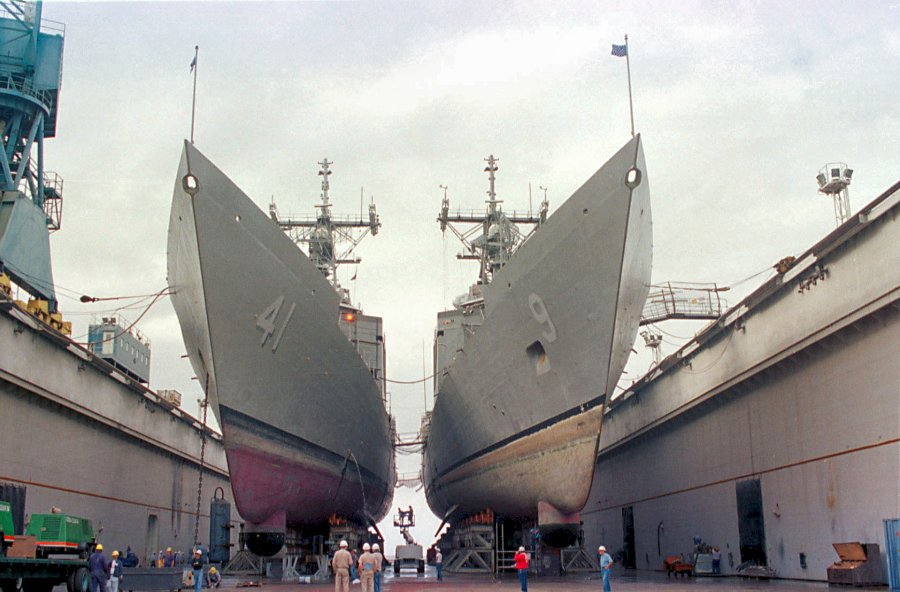
Fregaty OHP na doku, widoczne są sonary podkilowe AN/SQS-56 obu okrętów
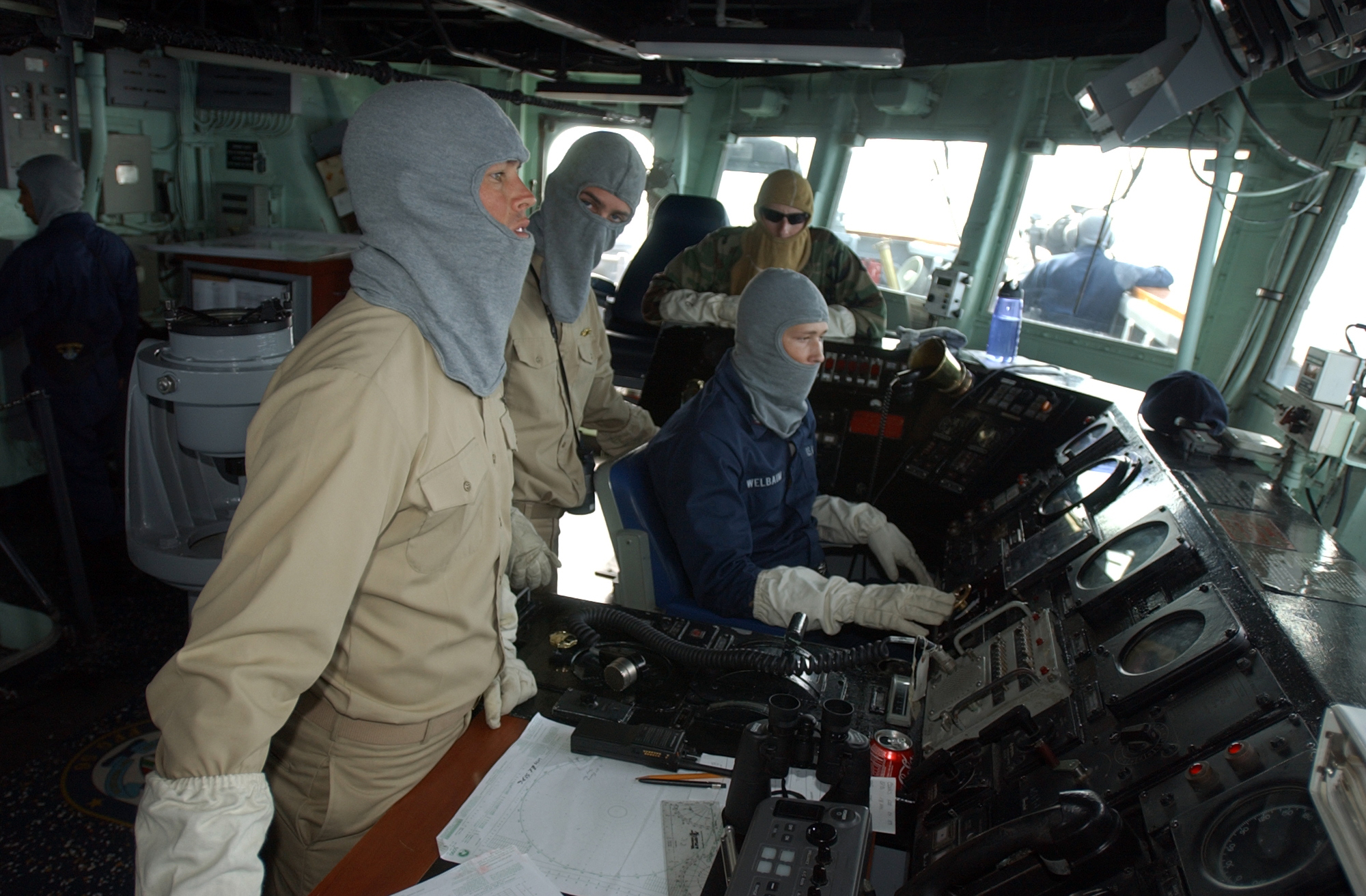
Mostek nawigacyjny fregat
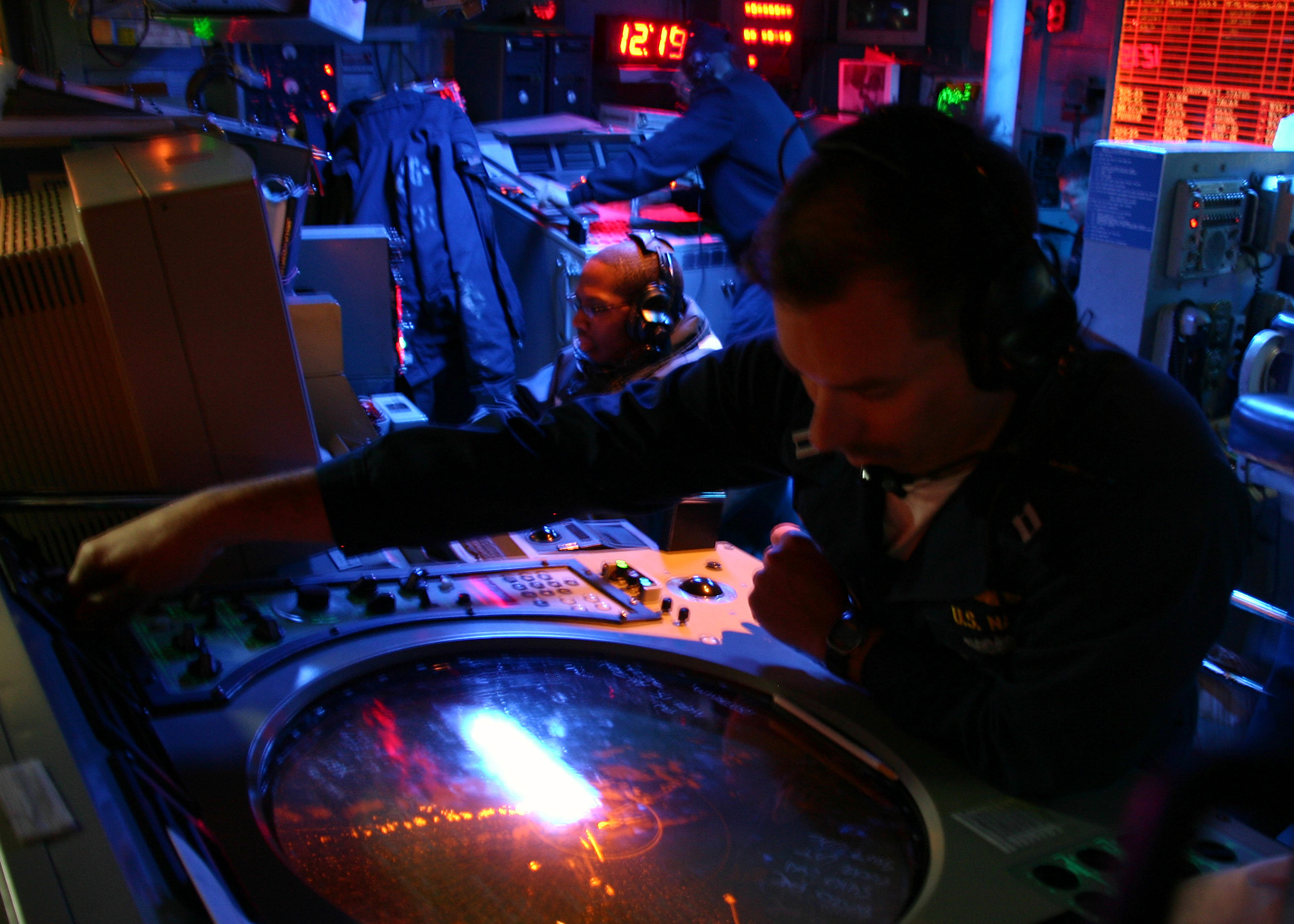
Centrum zarządzania walką fregat, widoczny jest na pierwszym planie ekran radaru SPS-49
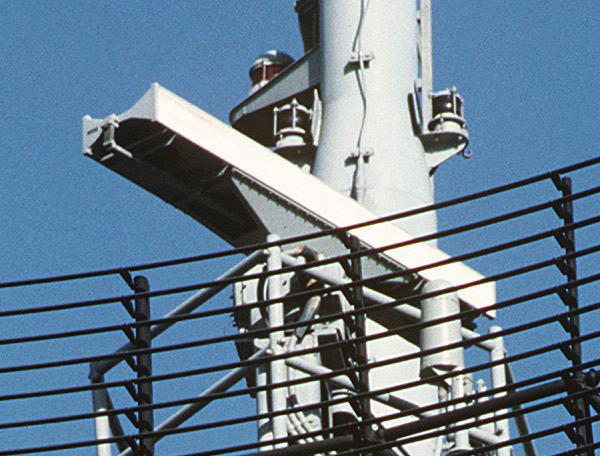
Radar dozoru nawodnego SPS-55 na pokładzie FFG-58

### Uzbrojenie
W chwili budowy, wszystkie jednostki typu Oliver Hazard Perry otrzymały wyrzutnię pocisków rakietowych Mk 13 Mod 4 z pojedynczą prowadnicą przeznaczoną do wystrzeliwania pocisków przeciwlotniczych Standard oraz przeciwokrętowych RGM-84 Harpoon. Wyposażony w system automatycznego ładowania wyrzutni wbudowany w okręt magazyn amunicji, mieści 40 pocisków, 36 przeciwlotniczych pocisków RIM-66 Standard MR (długość 4,72 m, średnica 0,34 m, waga 608,7 kg, pułap maksymalny 19 km, zasięg 67 km, prędkość ponad 2 M) oraz 4 pociski przeciwokrętowe RGM-84 Harpoon (długość 4,6 m, średnica 0,34 m, głowica bojowa o wadze 227 kg, zasięg 180 km, prędkość 0,85 M.). W wyniku modernizacji prowadzonej od 2003 roku, z fregat usunięto jednoprowadnicową wyrzutnię rakiet Mk 13. Zdecydowano się pozostawić jednak magazyn rakiet RGM-84 oraz RIM-66, aby zachować stateczność okrętów. Część okrętów w miejsce usuniętej wyrzutni Mk 13 wyposażono w Mk 38 Mod 2 Naval Gun Systems kalibru 25 mm. Uzbrojenie to uzupełniają także cztery karabiny maszynowe kalibru 12,7 mm, które na części okrętów zastąpione również armatami kalibru 25 mm.
Głównym uzbrojeniem artyleryjskim fregat jest armata uniwersalna Mk 75 L/62 kalibru 76 mm, będącą amerykańską odmianą produkowanej na licencji, włoskiej armaty OTO Melara Compact. Szybkostrzelność armaty wynosi od 85 do 100 strzałów na minutę, a kąty podniesienia lufy wynoszą od -15° do +85°. Armata wystrzeliwuje pociski o masie 6,3 kg, które w momencie opuszczenia lufy posiadają prędkość wylotową wynoszącą 925 m/s. Przeznaczona jest do zwalczania celów nawodnych, powietrznych i naziemnych. Zasięg wynosi 8 kilometrów w wypadku zwalczania celów nawodnych oraz 5 kilometrów dla celów powietrznych. Armata ulokowana jest w centralnej części nadbudówki. Wewnątrz jej kopuły znajdują się mechanizmy obracające wieżę oraz podajnik amunicji, zaś pod pokładem znajduje się karuzela z amunicją ładowaną automatycznie. Karuzela mieści 80 naboi. Sterowanie armatą odbywa się za pośrednictwem operatora, który znajduje się w centrum zarządzania walką bądź za pośrednictwem systemu kierowania ogniem. Cały system artyleryjski waży 7,5 tony.
Okręty posiadały także pojedynczy zestaw obrony bezpośredniej Vulcan Phalanx, w skład którego wchodzi armata sześciolufowa kalibru 20 mm. Zestaw ten jest bronią „ostatniej szansy” służącą do zwalczania przeciwokrętowych pocisków manewrujących w wypadku gdy nie zostały zniszczone przez pociski rakietowe SM-1 oraz do zwalczania innych celów powietrznych takich jak samoloty, śmigłowce oraz także celów nawodnych. Zestaw Phalanx zbudowany jest z sześciolufowej armaty kalibru 20 mm w układzie Gatlinga, systemu naprowadzania, który składa się z radarów dozoru, wyrywania i śledzenia celu, oraz podstawy zestawu. Elewacja działa wynosi od -20° do +80°. Prędkość początkowa pocisku wynosi 1097 m/s zaś szybkostrzelność to 3000 strzałów na minutę. Zapas amunicji w systemie wynosi od 1000 do 1600 sztuk naboi, jednak zależne jest to od wersji systemu. Maksymalny zasięg zwalczania celów wynosi 1500 metrów. Cały zestaw 6 ton.
Jako okręty zwalczania okrętów podwodnych, jednostki otrzymały także dwie potrójne wyrzutnie wyrzutnie torpedowe Mk 32 kalibru 324 mm. Podstawowe uzbrojenie przeciwpodwodne stanowiły torpedy lekkie ZOP Mk 46 kalibru 324 mm. Torpeda Mk 46 stanowi podstawową amerykańską torpedę przeciwpodwodną od połowy lat 60. XX wieku, i do dziś jest głównym środkiem zwalczania okrętów podwodnych w wielu państwach świata (w tym w Stanach Zjednoczonych). Wyposażona w głowicę bojową zawierającą 45 kilogramów PBXN-103 (ekwiwalent 83 kg TNT) oraz aktywno-pasywny akustyczny system naprowadzania przystosowany zarówno do działania w wodach oceanicznych, jak i wodach płytkich. Napęd tej torpedy stanowi silnik tłokowy napędzający dwie śruby przeciwbieżne. Układ taki zapewnia prędkość maksymalną 45 węzłów na dystansie 7,5 kilometra.

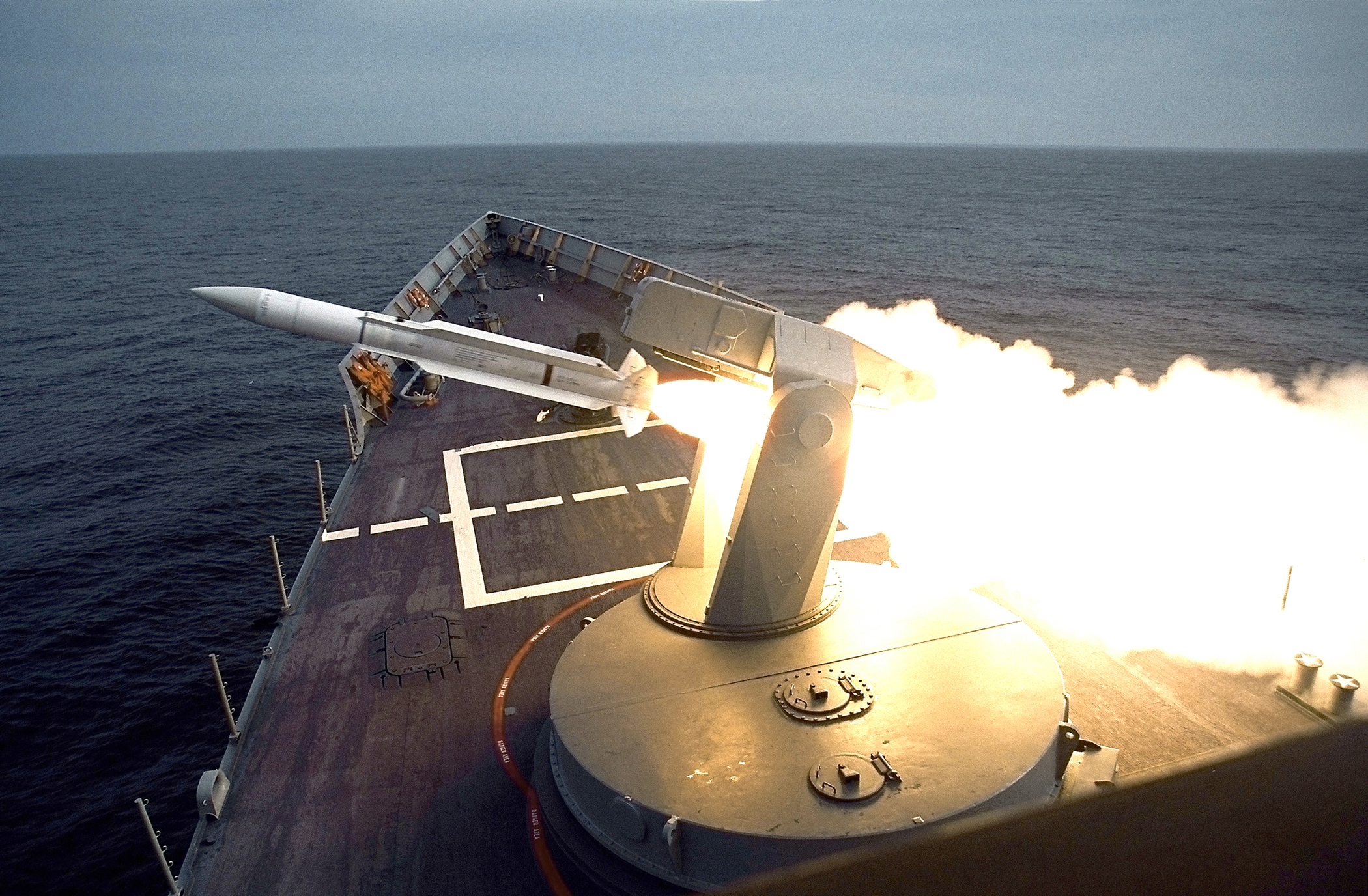
Strzelania pociskami przeciwlotniczymi SM-1 z wyrzutni Mk 13
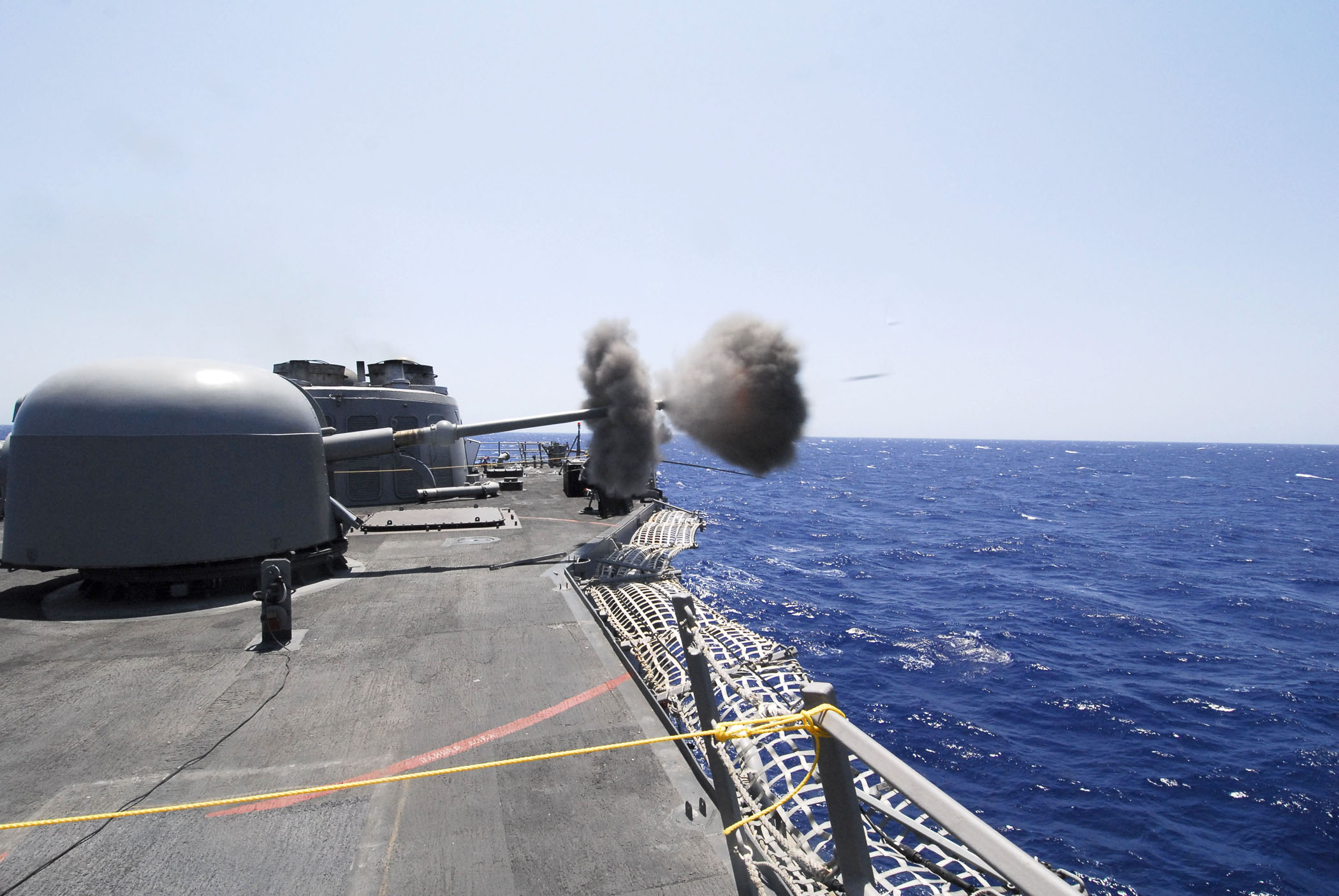
Strzelania z armaty uniwersalnej Mk 75 kalibru 76 mm
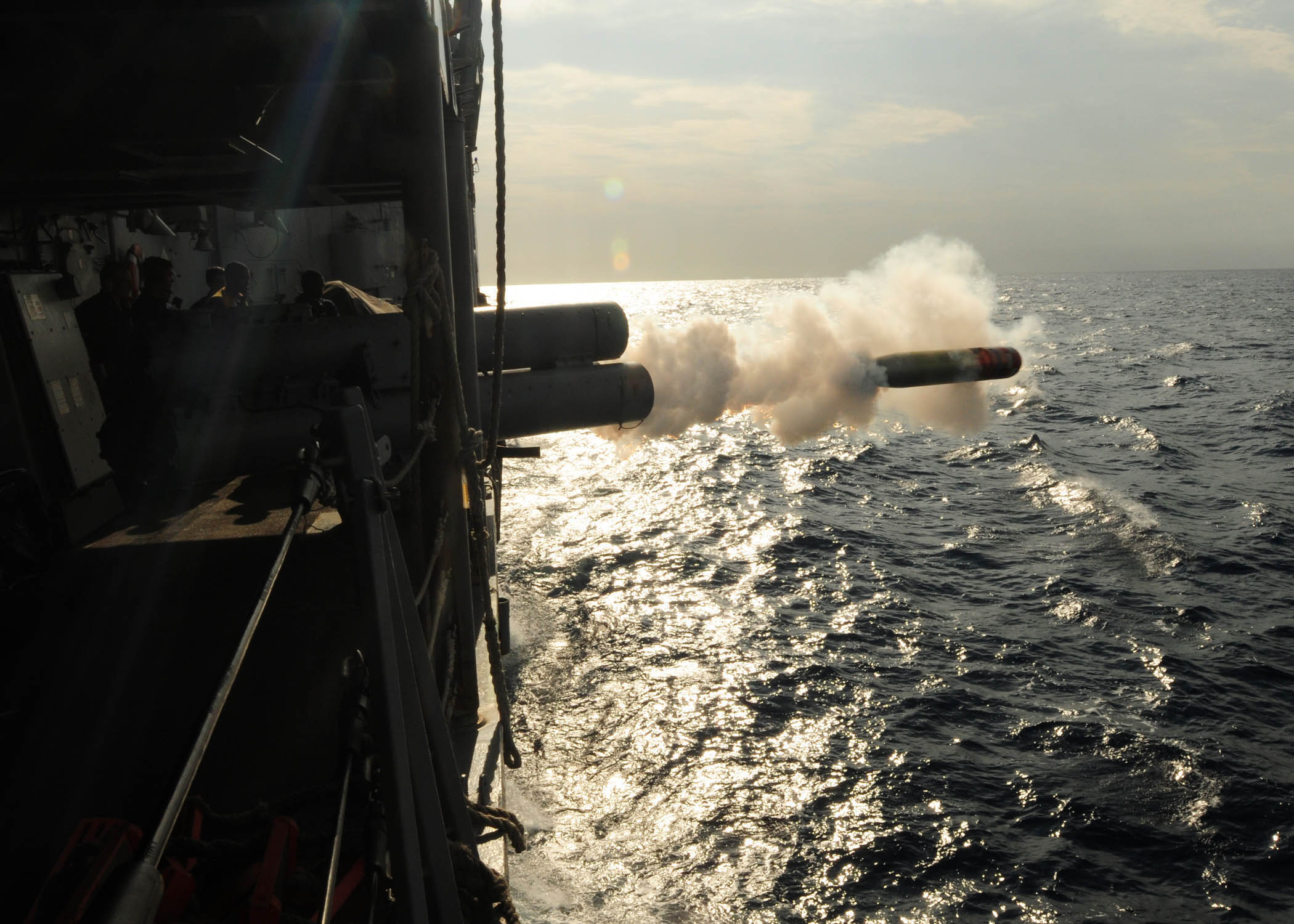
Strzelania torpedami Mk 46 z potrójnej wyrzutni torpedowej Mk 32 kalibru 324 mm z pokładu fregaty FFG-42
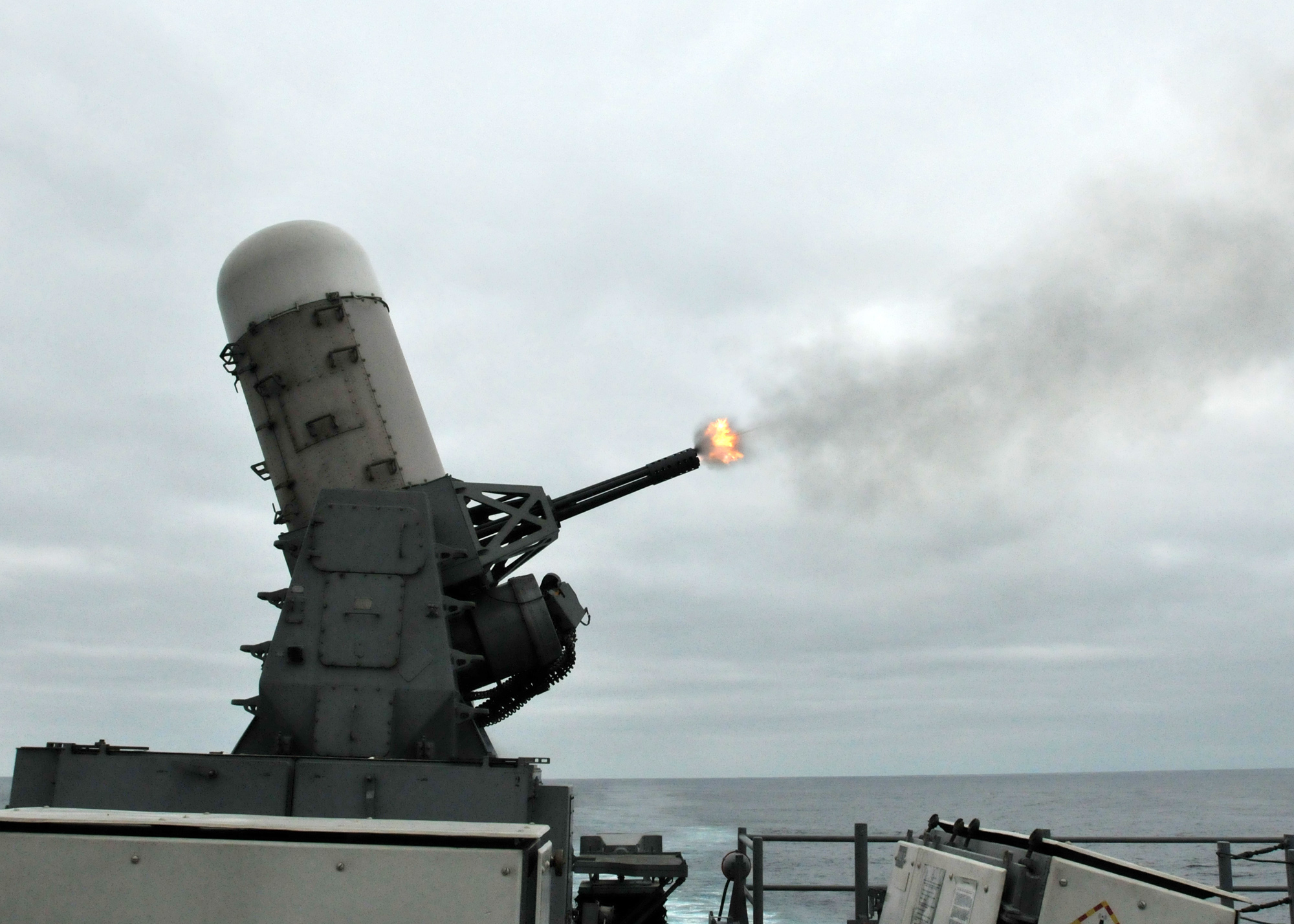
System CIWS Phalanx

### Komponent lotniczy
Fregaty Oliver Hazard Perry przenosiły komponent lotniczy, w postaci dwóch śmigłowców pokładowych, przeznaczonych do zwalczania okrętów podwodnych Kaman SH-2 Seasprite, które mieściły się w dwóch, równoległych do siebie hangarach lotniczych. W późniejszych wersjach fregat, oraz wariantach eksportowych, śmigłowce SH-2 zostały zastąpione przez większe śmigłowce Sikorsky SH-60 Seahawk. Wszystkie budowane poza USA okręty miały wydłużony kadłub o długości 138 m zamiast 135 m, co pozwoliło na bezproblemowe operowanie śmigłowców zarówno śmigłowców SH-2, SH-2G oraz SH-60 Seahawk z pokładów fregat. Wszystkie fregaty dla US Navy zbudowano jako wersje „krótkie”, jednak 28 z nich przebudowano do wersji z dłuższym lądowiskiem umożliwiającym operowanie z nich śmigłowców Seahawk zamiast wcześniej przez nie przenoszonych maszyn z rodziny SH-2. Tureckie fregaty przemianowane na typ G zostały podczas modernizacji wyposażone w kanadyjski system ASIST, który umożliwia operowanie z ich „krótkich” pokładów, śmigłowców SH-60. Fregaty w służbie egipskiej i polskiej wykorzystują śmigłowce Kaman SH-2G Super Seasprite. Fregaty w wersji „krótszej” posiadają dwa, równoległe do siebie hangary lotnicze o długości 12,5 metra i szerokości 4,5 metra. Dodatkowo fregaty typu OHP, posiadają możliwość uzupełniania paliwa lotniczego zarówno na ich pokładach jak i maszyn, które znajdują się w powietrzu. Zapas paliwa lotniczego wynosi 64 tony.

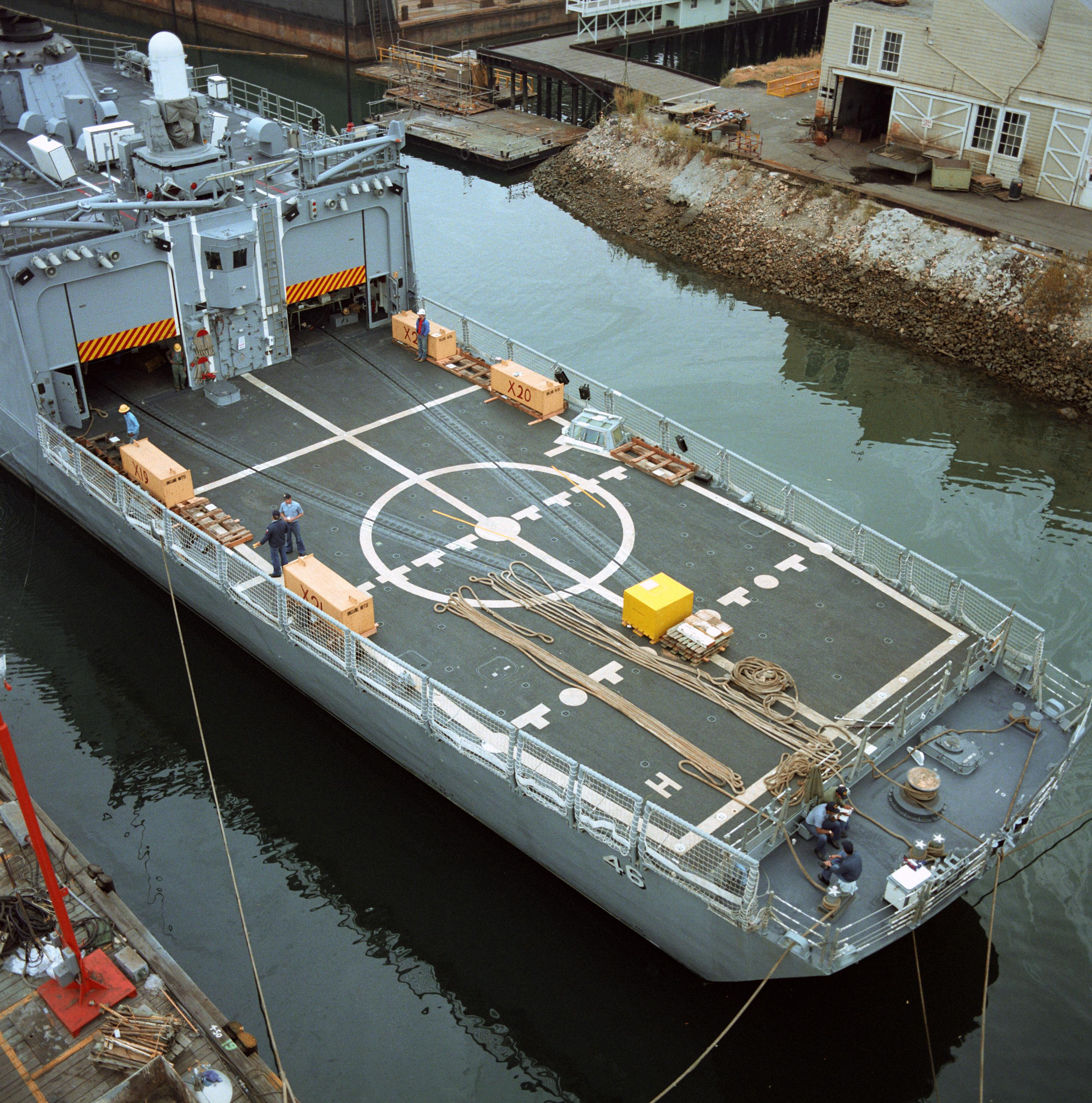
Dwa hangary lotnicze oraz lądowisko fregat typu Oliver Hazard Perry
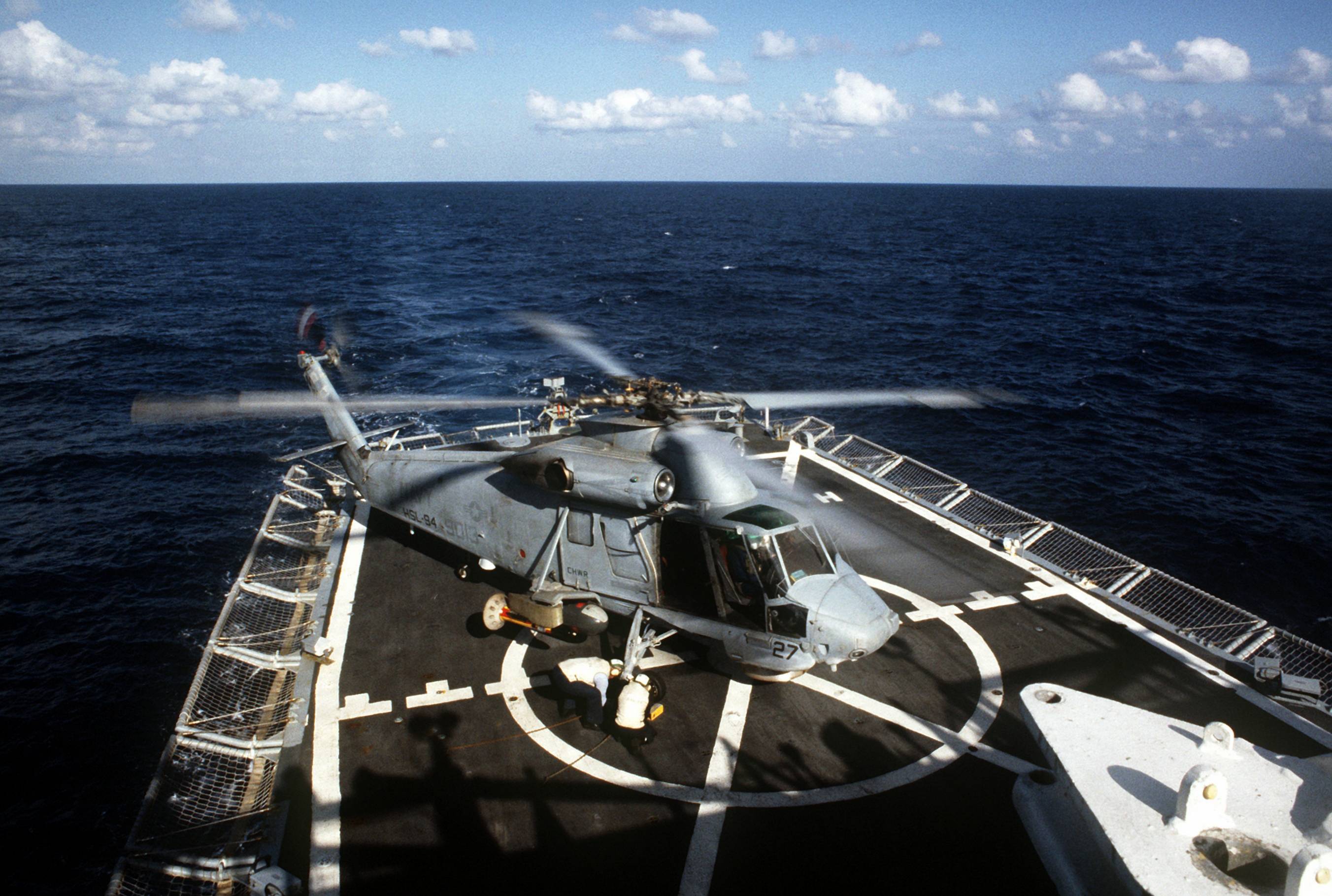
Śmigłowiec SH-2F na pokładzie „krótkiej” fregaty USS „Clark” (FFG-11)
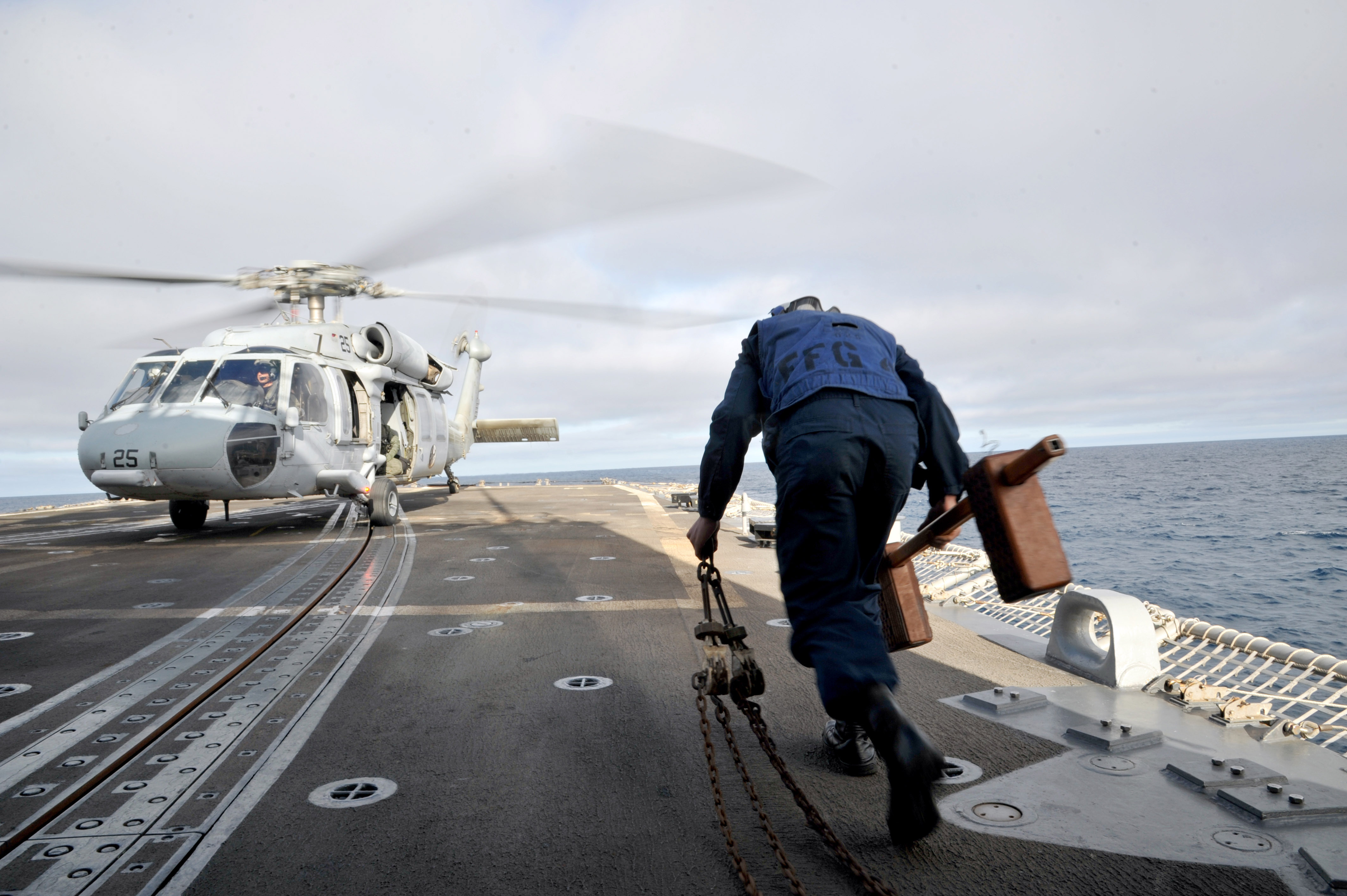
Śmigłowiec SH-60B na pokładzie „długiej” fregaty USS „Thach” (FFG-43)
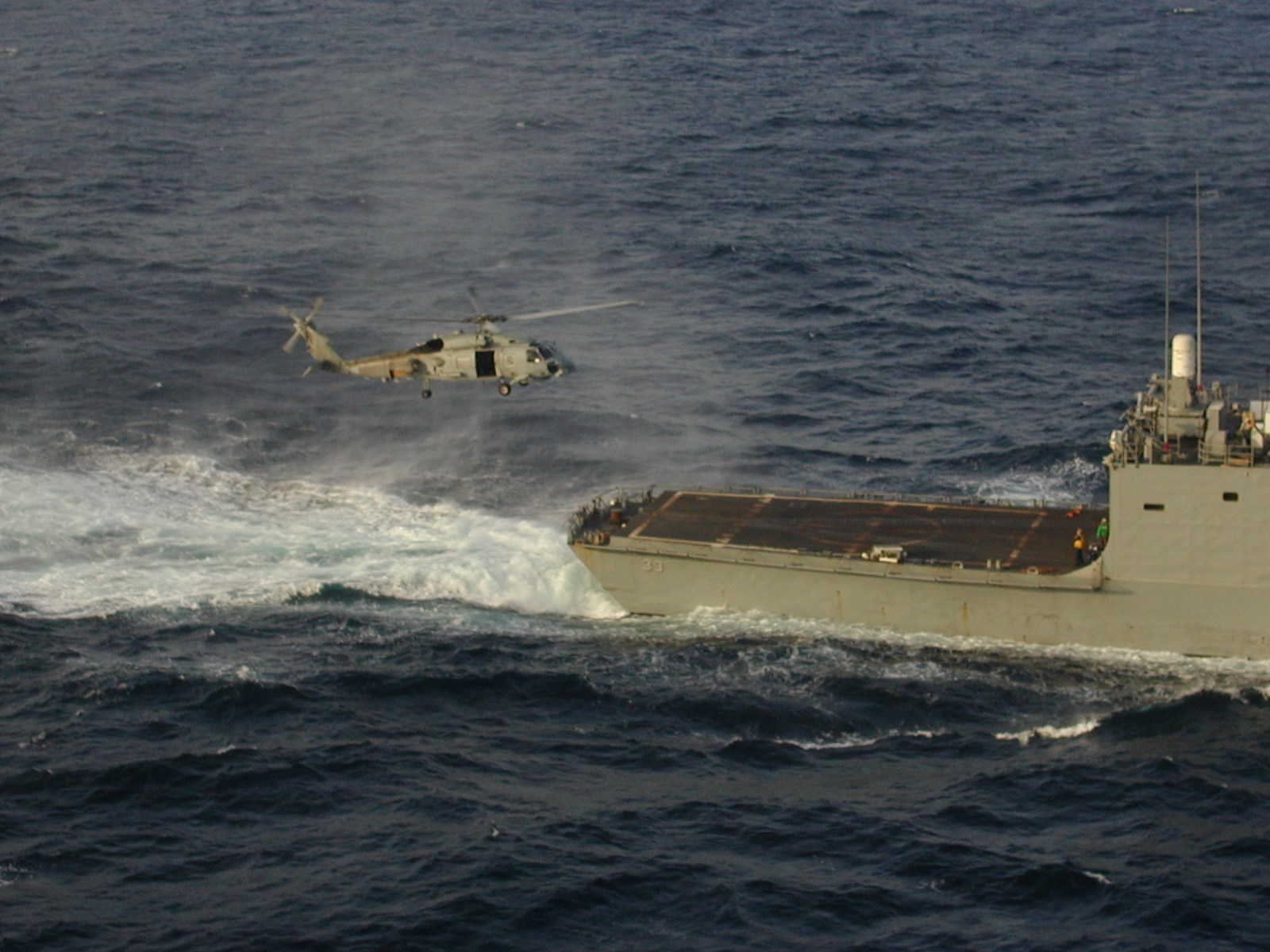
Śmigłowiec SH-60 podchodzący do lądowania na pokładzie lotniczym

## Wersje fregat Oliver Hazard Perry
- Typ Adelaide – seria sześciu australijskich fregat rakietowych, zbudowanych w latach 1978–1992 dla Royal Australian Navy. Obecnie wycofane ze służby australijskiej, dwa okręty zostały sprzedane do Chile[25]. Cztery okręty zostały gruntownie zmodernizowane. Fregaty te poza standardową dla jednostek typu Oliver Hazard Perry wyrzutnią Mk 13, która jest przeznaczona dla pocisków Standard i przeciwokrętowych RGM-84 Harpoon, otrzymały w czasie modernizacji moduł wyrzutni pionowej Lockheed Martin Mk 41 VLS. W Australii był on wykorzystywany do wystrzeliwania pocisków przeciwlotniczych Raytheon RIM-162 ESSM[26].
- Typ Santa María – seria sześciu zbudowanych na licencji w Hiszpanii fregat Oliver Hazard Perry[27]. Okręty posiadają zmodernizowane systemy SPS-49 i SQR-19. System Mk92 Mod 4 został zastąpiony przez wersję Mod 6. Zastosowano m.in. inne systemy walki elektronicznej oraz lokalny system CIWS – Meroka Mod 2 w miejsce zestawu Phalanx[28].
- Typ Gabya – oznaczenie ośmiu fregat w służbie tureckiej. Fregaty typu Gabya przeszły poważny program modernizacji, który obejmował doposażenie tureckiego cyfrowego systemu zarządzania walką o nazwie GENESIS (Gemi Entegre Savaş İdare Sistemi). System został zaprojektowany i wdrożony wspólnie przez turecką marynarkę wojenną i HAVELSAN, turecką firmę produkującą sprzęt elektroniczny i oprogramowanie. Podobnie jak we fregatach australijskich w ramach modernizacji otrzymały wyrzutnie Mk 41 VLS. Dodatkowo okręty wyposażono w nowe Bojowe Centrum Informacyjne (BCI) oraz radar trójwspółrzędny[9][29].
- Typ Cheng Kung – zmodernizowana, ulepszona wersja budowanych na Tajwanie fregat OHP. Okręty oprócz uzbrojenia klasycznego dla seryjnych fregat OHP, posiadają dodatkowo m.in. dwie armaty przeciwlotnicze kalibru 40 mm, nowszą wersję systemu Phalanx oraz pociski Hsiung Feng w kontenerach startowych umieszczonych na nadbudówce[30][31].

## Użytkownicy

### Aktualni użytkownicy
- Bahrajn – dawny USS „Jack Williams” (FFG-24) w służbie od 1996 roku jako RBNS „Sabha” (FFG-90).
- Armada Española (typ Santa María) – sześć zbudowanych lokalnie okrętów w służbie od 1986.
- Egipska Marynarka Wojenna – cztery ex-amerykańskie fregaty w służbie.
- Pakistan Navy – Dawny USS „McInerney” (FFG-8) w służbie od 2010 roku jako PNS „Alamgir” (F260)[32].
- Marynarka Wojenna – dwie jednostki ex-amerykańskie: USS „Clark” (FFG-11) przemianowany na ORP „Gen. K. Pułaski” (272), w służbie od 2000 roku oraz USS „Wadsworth” (FFG-9) przemianowany na ORP „Gen. T. Kościuszko” (273) w służbie od 2002 roku.
- Republika Chińska (typ Cheng Kung) – osiem zbudowanych lokalnie fregat w służbie od 1993. Planowane nabycie czterech jednostek ex-amerykańskich[33].
- Turecka Marynarka Wojenna (typ Gabya) – osiem ex-amerykańskich zmodernizowanych fregat pozostaje w służbie od 1997.
- Armada de Chile (typ Adelaide) – dwie jednostki ex-australijskie. HMAS „Newcastle” (FFG 06) został przemianowany na „Capitán Prat” (FFG-11) natomiast HMAS Melbourne (FFG 05) na „Admiral Latorre” (FFG-14). Wprowadzone do służby w 2020 roku[34].

### Byli użytkownicy
- Royal Australian Navy (typ Adelaide) – sześć okrętów nabytych w latach 1980-1993, wycofano ze służby w latach 2008-2019. Dwa okręty sprzedane do Chile.
- US Navy – 51 okrętów nabytych w latach 1977-1989, wszystkie wycofano ze służby. Część z nich sprzedana lub przekazana do innych krajów. Pod koniec 2014 roku Kongres wydał zgodę na nieodpłatne przekazanie Meksykowi dwóch okrętów, USS Curts (FFG-38) i USS McClusky (FFG-41)[35].